# Spironemidae
Spironemidae é uma família de flagelado heterotróficos. Variam em tamanho e forma desde o Hemimastix amphikineta (14 × 7 μm) elíptico até ao Spironema terricola (43 × 3 μm) vermiforme, e são unificados pela presença de duas fileiras de cílios.
As seguintes espécies estão incluídas:
- Spironema multiciliatum Klebs, 1893
- Spironema terricola Foissner & Foissner, 1993
- Spironema goodeyi Foissner & Foissner, 1993
- Stereonema geiseri Foissner & Foissner, 1993
- Hemimastix amphikineta Foissner, Blatterer & Foissner, 1988